# Spiraalpomp

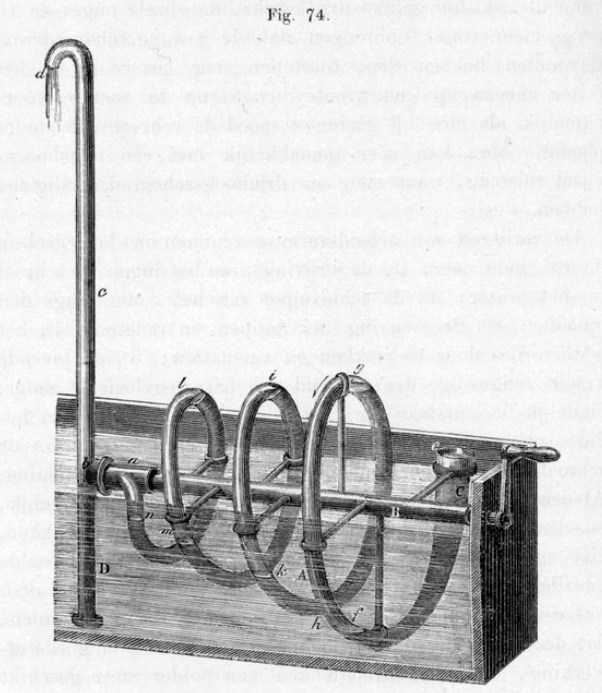
Schematische weergave van een spiraalpomp.

Een spiraalpomp is een pomp voor het verplaatsen van vloeistof. Dit instrument is een variant op de schroef van Archimedes. In tegenstelling tot de schroef van Archimedes kan de spiraalpomp vloeistoffen tot een niveau hoger dan het werktuig zelf transporteren. Voor water is de opvoerhoogte 5...10 meter.
Volgens een publicatie van Thomas Ewbank uit 1876 is de spiraalpomp een uitvinding van H.A. Wirtz, een tingieter uit Zürich, die het werktuig in 1746 ontwikkelde om water naar een tingieterij te transporteren.

## Werking
De pomp bestaat uit een horizontaal geplaatste spiraalvormige buis, die over zijn as draaibaar is gemonteerd op een vaste buis, door middel van een koppeling. De draaibare buis is op een zodanige hoogte gemonteerd dat deze tijdens het draaien beurtelings lucht en vloeistof schept. De luchtbellen in de buis zorgen ervoor dat de vloeistof niet terugstroomt, zodat deze tijdens het draaien horizontaal wordt verplaatst in de richting van de vaste buis. Door de kleiner wordende diameter van de windingen wordt de lucht bij iedere omwenteling gecomprimeerd, waardoor de druk toeneemt.
Omdat behalve de vloeistof ook de lucht wordt verplaatst levert de spiraalpomp geen continue, maar een onderbroken stroom.

## Gebruik
De spiraalpomp wordt in ontwikkelingslanden gebruikt voor irrigatie. Door de spiraalpomp mechanisch te koppelen aan een waterrad en het geheel in een snelstromende rivier te plaatsen, ontstaat een noria.